# Cindy Ngamba
Cindy Winner Djankeu Ngamba (Camerún, 7 de septiembre de 1998) es una boxeadora camerunesa afincada en Reino Unido. Es la primera deportista en representación del Equipo de Atletas Refugiados que ha ganado una medalla olímpica, un bronce en peso mediano en los Juegos Olímpicos de París 2024.

## Vida personal
Ngamba nació en Camerún. A los 11 años, Ngamba se trasladó al Reino Unido. Su tío perdió los papeles de inmigración de Ngamba cuando regresó a Camerún. Ngamba estudió criminología en la Universidad de Bolton.
En 2019, Ngamba y su hermano fueron detenidos mientras acudían a una oficina de inmigración en Bolton y enviados a un centro de detención en Londres. Fueron liberados al día siguiente. A los 18 años, Ngamba salió del armario. Como tal, no desea volver a Camerún, donde la homosexualidad es ilegal.

## Carrera
Ngamba entrena con GB Boxing, aunque no puede competir por Gran Bretaña al carecer de pasaporte británico. Ha ganado el Campeonato Nacional Amateur británico en tres categorías de peso diferentes, lo que la convierte en la primera mujer que lo consigue desde Natasha Jonas. En 2023, Ngamba ganó una prueba de Bocskai en Hungría y compitió en la prueba de menos de 75 kg para el Equipo de Refugiados del COE en los Juegos Europeos de 2023.Compitió con el Equipo Olímpico de Refugiados en el Torneo de Clasificación Olímpica Mundial de Boxeo 2024 1 y clasificó para los Juegos Olímpicos de París 2024, junto a su colega británica Chantelle Reid.
El 2 de mayo de 2024, Ngamba fue oficialmente nombrada miembro del Equipo Olímpico de Atletas Refugiados, convirtiéndose así en la primera boxeadora en ser seleccionada para el equipo. También fue elegida como una de las abanderadas del Equipo Olímpico de Refugiados para la ceremonia de apertura, junto con el atleta de taekwondo Yahya Al-Ghotany. Ngamba consiguió la medalla de bronce, convirtiéndose así en la primera medallista olímpica en la historia del Equipo Olímpico de Atletas Refugiados.

## Palmarés internacional
| Juegos Olímpicos | Juegos Olímpicos | Juegos Olímpicos  | Juegos Olímpicos |
| Año              | Lugar            | Medalla           | Prueba           |
| ---------------- | ---------------- | ----------------- | ---------------- |
| 2024             | París (Francia)  | Medalla de bronce | 75 kg            |